# Boris Akounine
Борис Акунин
Œuvres principales
série Les aventures d'Eraste Fandorine

Boris Akounine (en russe : Борис Акунин), pseudonyme de Grigori Chalvovitch Tchkhartichvili (en géorgien : გრიგოლ შალვას ძე ჩხარტიშვილი), né le 20 mai 1956 à Zestafoni, en RSS de Géorgie, en Union soviétique, est un romancier, historien de la littérature, essayiste, scénariste et traducteur russe, auteur de nombreuses œuvres, connu surtout pour ses  romans policiers historiques et d'aventures, notamment la série ayant pour héros Eraste Pétrovitch Fandorine.

## Biographie
Le père du futur écrivain était Géorgien, officier d'artillerie, qui a combattu tout au long de la guerre contre l'Allemagne au cours de la Seconde Guerre mondiale. Sa mère, d'origine juive, née Berta Brazinskaïa, était professeure de russe.
En 1958, la famille déménage à Moscou. Le jeune homme termine ses études en 1979, en recevant son diplôme d'historien et de japoniste de l'Institut des pays d'Asie et d'Afrique de l'Université d'État de Moscou.
Il commence sa carrière en 1979, aux éditions Rousski iazyk (« La langue russe »), Dès 1980, il publie des articles d'histoire littéraire et fait des traductions de la littérature japonaise et de celles de langue anglaise.  
En 1986, il entre dans l'équipe de la revue littéraire Inostrannaïa Literatoura (« Littérature étrangère »), dont il est le rédacteur en chef adjoint entre 1994 et 2000. En 1998, il devient président de l'administration du projet Bibliothèque Pouchkine, mis en œuvre par l'Open Society Foundations crées par George Soros.
Il débute en littérature en 1998, après avoir traduit une biographie de la reine Élisabeth II pour les éditions Zakharov. 
La même année, il propose aux mêmes éditions le roman policier historique Azazel ayant pour héros principal le détective Eraste Pétrovitch Fandorine. Zakharov conclut avec l'écrivain un contrat pour douze romans ayant le même personnage principal. Les quatre premiers n'ont pas de succès. 
Le succès vient avec le cinquième titre de la série, publié en 1999, et il est notable, après quoi les premiers aussi deviennent populaires. L'écrivain utilise pour cette série de romans le pseudonyme Boris Akounine. Ce nom, bien qu'ayant une résonance russe, est en fait le mot japonais 悪人 (akunin) qu'on pourrait traduire, en fonction du contexte, par « bandit » ou « mauvais homme »). Plus tard, dans son roman L'Attrapeur de libellules, l'auteur définit un akunin comme celui qui crée ses propres règles.
Grâce au succès de la série Eraste Fandorine, il peut quitter la revue Inostrannaïa Literatoura en 2000, mais il reste le conseiller des éditions de celle-ci. La même année, il commence à écrire des pièces de théâtre aussi, la première étant La Mouette, une réinterprétation de la pièce homonyme d'Anton Tchekhov. En 2001, il est éditeur d'une série de livres de littérature occidentale intitulée Lekarstvo ot skouki (Remède contre l'ennui), publiée par les éditions Inostranka (« L'étrangère »), ainsi qu'éditeur en chef d'une anthologie de la littérature japonaise en vingt volumes. En 2002, il devient également scénariste pour l'adaptation de quelques-uns de ses romans, à commencer par Azazel.
L'écrivain est tour à tour ou simultanément essayiste et romancier, et il utilise plusieurs signatures: son nom de naissance pour des écrits d'histoire littéraire ; « Boris Akounine » pour ses romans policiers et d'aventures, ainsi que pour ses livres de vulgarisation du domaine de l'histoire ; « Anatoli Brusnikine » et « Anna Borissova » pour ses romans d'un autre genre.
Quant à ses vues politiques, Boris Akounine se manifeste en tant qu'opposant au régime de Russie. En 2008, il se prononce contre la condamnation de Mikhaïl Khodorkovski, et en 2011 et 2012, il participe à des manifestations et des meetings contre ce qui selon celle-ci est une falsification des élections, faisant partie de la Ligue des électeurs. En 2014, il se prononce contre l'annexion de la Crimée par la Russie, et la même année, il s'établit à Londres. 
En février 2022, il condamne l'invasion de l'Ukraine par la Russie et en mars de la même année il participe à la création du projet humanitaire « La vraie Russie » qui a pour but d'aider les réfugiés ukrainiens. En réponse aux prises de position de l'écrivain, les autorités russes commencent à prendre des mesures contre lui. Ainsi, le journal The Moscow Times du 18 décembre 2023 annonce que Boris Akounine est inscrit par Rosfinmonitoring (Service fédéral de surveillance financière) à son registre des « extrémistes et terroristes », et le Comité d'enquête de la fédération de Russie exprime son intention d'ouvrir une enquête à son sujet pour « justification du terrorisme » et « diffusion de fausses informations sur l'armée russe ». Dans le même temps, l'éditeur russe de l'écrivain, AST, arrête l'impression et la diffusion de ses œuvres. Des librairies importantes suspendent la vente de celles-ci. Le 12 janvier 2024, Akounine est inscrit par le ministère russe de la Justice sur la liste des agents étrangers,.
Le 14 juillet 2025, un tribunal militaire de Moscou condamne Boris Akounine par contumace à 14 ans de prison et une amende de 400 000 roubles (4 400 euros) pour « collaboration dans des activités de terrorisme », « approbation du terrorisme » et violation de la loi concernant les « agents de l'étranger ». Il est de même frappé de l'interdiction d'administrer des sites web pendant quatre ans après avoir purgé sa peine.

### Vie privée
Boris Akounine est marié pour la deuxième fois. Sa première épouse était japonaise. La seconde est russe, correctrice et traductrice. Il n'a pas d'enfants.

## Œuvres
L'écrivain conçoit son travail comme la réalisation de projets dont les résultats sont des séries d'œuvres. Seule une minorité de ses œuvres sont en dehors de celles-ci.

### Signées «Boris Akounine»
En France, la plupart des livres de Boris Akounine sont publiés aux éditions des Presses de la Cité et dans la collection Grands Détectives, repris en poche dans les collections 10/18 et Points.

#### Série policière historique Eraste Fandorine
Cette série, intitulée Приключения Ераста Фандорина (Les aventures d'Eraste Fandorine) comprend des romans, des nouvelles et une pièce de théâtre, dans lesquels le héros est secondé par Massa, son valet et ami japonais. Leur action comprend des événements liés à l'histoire de la Russie entre 1876 et 1918.
1. Azazel, 2001 (Азазель[14], 1998), dont l'action se déroule à Moscou, Londres et Saint-Pétersbourg en 1876 – Version russe illustrée par Igor Sakourov[15], prix Mystère de la critique 2002.  (ISBN 2-258-05467-2).
2. Le Gambit turc, 2001 (Турецкий гамбит, 1998), dont l'action se déroule en Bulgarie, au cours de la guerre russo-turque de 1877-1878.  (ISBN 9782258108820)
3. Léviathan, 2001 (Левиафан, 1998), dont l'action se déroule en mer en 1878 – Version russe illustrée par Igor Sakourov[16].
4. La Mort d'Achille, 2002 (Смерть Ахиллеса, 1998), dont l'action se déroule à Moscou en 1882 – Version russe illustrée par Igor Sakourov[17].
5. Missions spéciales, 2002 (Особые поручения, 1999) suite de deux nouvelles :
  - Le Valet de pique (Пиковый валет), dont l'action se déroule à Moscou en 1886 – Version russe illustrée par Igor Sakourov[18].
  - Le Décorateur (Декоратор), dont l'action se déroule à Moscou en 1889 – Version russe illustrée par Igor Sakourov[19].
6. Le Conseiller d'État, 2003 (Статский советник, 1999), dont l'action se déroule à Moscou en 1891.
7. Le Couronnement, ou le Dernier des Romanov, 2005 ( Коронация, или Последний из романов, 2000), dont l'action se déroule à Moscou en 1896 – Version russe illustrée par Igor Sakourov[20].
8. La Maîtresse de la mort, 2006 (Любовница смерти, 2001), dont l'action se déroule à Moscou en 1900.
9. L'Amant de la mort, 2006 (Любовник смерти, 2001) dont l'action se déroule à Moscou en 1900.
10. L’Attrapeur de libellules, 2007 (Алмазная колесница, 2003), dont l'action se déroule en Russie en 1905 et au Japon en 1878.
11. Le Chapelet de jade, 2009 (Нефритовые четки, 2007), recueil de nouvelles dont les actions se déroulent entre 1881 et 1900 (voir ci-dessous la Série Dédicaces).
12. Le monde entier est un théâtre, 2013 (Весь мир театр, 2009), dont l'action se déroule à Moscou en 1911.
13. La Ville noire, 2015, (Черный город, 2012), dont l'action se déroule en 1914 à Bakou.

Ne sont pas traduits en français :
- la pièce Инь и Ян[22] (Yin et yang[23]), 2006 ;
- le volume de trois nouvelles Планета Вода (La planète Eau), 2015 ;
- le roman Не прощаюсь (Je ne dis pas adieu), 2018.

Sont également inédits en français deux livres dont l'action se déroule après la mort d'Eraste Fandorine, et dont le héros principal est Massa :
- Просто Маса (Simplement Massa), 2020[24] ;
- Яма (Iama), 2023[25].

##### SérieDédicaces(Eraste Fandorine)
Parmi les aventures d'Eraste Fandorine figure une série de dix nouvelles qui méritent une place très particulière. Chacune des nouvelles, toutes illustrées par le dessinateur Igor Sakourov, a été dédiée par Boris Akounine à un écrivain renommé et son intrigue constitue un pastiche de l'œuvre de cet auteur. Publiées en Russie, en 2007, sous la forme d'un seul volume intitulé Нефритовые чётки : Приключения Эраста Фандорина в XIX веке — littéralement : « Le Chapelet de jade : les aventures d'Eraste Fandorine au XIXe siècle » –, les dix nouvelles ont été publiées en France en trois volumes qui ne respectent pas l'ordre chronologique :
- Boris Akounine (trad. Odette Chevalot, ill. Igor Sakourov), Dédicaces 1 : La Prisonnière de la tour et autres nouvelles, Paris, Presses de la Cité, 20 septembre 2007, 283 p. (ISBN 978-2-258-07522-1, BNF 41126900)
- Boris Akounine (trad. Odette Chevalot, ill. Igor Sakourov), Dédicaces 2 : Le Chapelet de jade et autres nouvelles, Paris, Presses de la Cité, 20 mai 2009, 388 p. (ISBN 978-2-258-07522-1, BNF 41498285)
- Boris Akounine (trad. Luba Jurgenson, ill. Igor Sakourov), Dédicaces 3 : Avant la fin du monde et autres nouvelles, Paris, Presses de la Cité, 18 mars 2010, 392 p. (ISBN 978-2-258-07522-1, BNF 42160270)

| Volume français | Nouvelle (titre français) | Nouvelle (titre russe                                     | Lieu et époque      | Écrivain pastiché  |
| --------------- | ------------------------- | --------------------------------------------------------- | ------------------- | ------------------ |
| Dédicaces 1     | Conversation de salon     | Тэйбл-ток 1882 года « Table-talk en 1882 »                | Moscou, 1882        | Edgar Allan Poe    |
| Dédicaces 1     | De la vie des copeaux     | Из жизни щепок « De la vie des copeaux »                  | Moscou, 1883        | Georges Simenon    |
| Dédicaces 1     | La Prisonnière de la tour | Узница башни, или Краткий, но прекрасный путь трёх мудрых | Bretagne, 1899-1900 | Maurice Leblanc    |
| Dédicaces 2     | Sigumo                    | Сигумо                                                    | Yokohama, 1881      | San'yūtei Enchō    |
| Dédicaces 2     | Le Chapelet de jade       | Нефритовые чётки « Le Chapelet de jade »                  | Moscou, 1884        | Robert van Gulik   |
| Dédicaces 2     | La Vallée du rêve         | Долина Мечты « La Vallée des rêves »                      | Wyoming, 1894       | Washington Irving  |
| Dédicaces 3     | La Guivre des Baskakov    | Скарпея Баскаковых                                        | 1888                | Arthur Conan Doyle |
| Dédicaces 3     | 0,1 pour cent             | Одна десятая процента « 0,1 pour cent »                   | Moscou, 1890        | Patricia Highsmith |
| Dédicaces 3     | Le Five o'clock à Bristol | Чаепитие в Бристоле « Five o'clock à Bristol »            | Bristol, 1891       | Agatha Christie    |
| Dédicaces 3     | Avant la fin du monde     | Перед концом света « Avant la fin du monde »              | Pomorie, 1897       | Umberto Eco        |

La troisième nouvelle du premier volume français, La Prisonnière de la tour, qui lui donne d'ailleurs son titre, présente la particularité de réunir quatre personnages de romans policiers créés par trois auteurs différents :
- Sherlock Holmes et le docteur Watson (narrateur de la nouvelle, héros d'Arthur Conan Doyle, auquel est par ailleurs dédiée une autre nouvelle du recueil),
- Arsène Lupin (héros de Maurice Leblanc, que celui-ci avait fait croiser le fer, à plusieurs reprises, avec le personnage de « Herlock Sholmès », ainsi que son acolyte « Wilson »),
- Eraste Fandorine, héros de Boris Akounine.

Boris Akounine rend ainsi hommage à six écrivains de langue anglaise – trois Américains : Edgar Allan Poe, Washington Irving et Patricia Highsmith ; deux Britanniques : Arthur Conan Doyle et Agatha Christie ; un Néerlandais : Robert van Gulik –, deux écrivains de langue française – un Français : Maurice Leblanc ; un Belge : Georges Simenon –, un écrivain japonais : San'yūtei Enchō et un écrivain italien : Umberto Eco.

#### SérieNicholas Fandorine
Cette série, intitulée Приключения магистра (Les aventures du maître), comprend quatre romans d'aventures dont le héros est l'historien Nicholas Fandorin, citoyen britannique, petit-fils d'Eraste Fandorine, dans les années 1990 et 2000. L'action des trois premiers se déroule en Russie, et celle du quatrième dans la mer des Caraïbes :
1. Altyn Tolobas, 2004 (Алтын-толобас, 2000), OLMA 2000, traduction française Coll. 10/18 Paris 2004  (ISBN 2-264-04185-4) ;
2. Bon sang ne saurait mentir, 2008 (Внеклассное чтение, 2005) ;
3. F. M. (Ф. М., 2006), non traduit en français à ce jour[27] ;
4. Le Faucon et l'Hirondelle, 2011 (Сокол и Ласточка, 2009).

#### SérieSœur Pélagie
Intitulée en russe Провинціальный детективъ (Romans policiers provinciaux), cette trilogie a pour héroïne une religieuse d'une petite ville de province vers la fin du XIXe siècle, qui résout des énigmes policières :
1. Pélagie et le bouledogue blanc, 2005 (Пелагия и белый бульдог, 2000).
2. Pélagie et le moine noir, 2006 (Пелагия и черный монах, 2001).
3. Pélagie et le coq rouge, 2007 (Пелагия и красный петух, 2003).

#### SérieGenres
Cette série comprend des œuvres écrites dans le genre littéraire indiqué par leur titre. Elles sont inédites en français :
- Детская книга (Livre pour enfants) 2005. Eraste Fandorine junior (10 ans), l'arrière-petit-fils du héros, fait un voyage dans le temps[29].
- Шпионский роман (Roman d'espionnage), 2005. L'action se situe en 1941, juste avant l'invasion de l'Union soviétique par l'armée allemande d'Hitler[30].
- Фантастика (Science-fiction), 2005[31].
- Квест (Jeu d'aventure), 2008[32].
- Детская книга для девочек (Livre pour petites filles), 2012 (en collaboration avec Gloria Mou)[33].
- Сказки народов мира (Contes des peuples du monde), 2021[34].

#### SérieÀ tu et à toi avec la mort
Смерть на брудершафт (À tu et à toi avec la mort) est une série de romans appelés par l'auteur « cinématographiques », inédits en français. Chaque « film » est écrit dans un autre genre : comédie, mélodrame, apocaliptique, etc. Leur sujet général est la confrontation entre les services d'espionnage russe et allemand pendant la Première Guerre mondiale, et leur personnages principaux sont un agent russe et un agent allemand. La série comprend :
- Младенец и чёрт (Le nourrisson et le diable), 2007 ;
- Мука разбитого сердца (Le tourment d'un cœur brisé), 2007 ;
- Летающий слон (L'éléphant volant), 2008 ;
- Дети Луны (Les enfants de la Lune), 2008 ;
- Странный человек (Un homme étrange), 2009 ;
- Гром победы, раздавайся! (Résonne, tonnerre de la victoire !), 2009 ;
- "Мария», Мария... (« Marie », Marie...), 2010 ;
- Ничего святого (Rien de sacré), 2010 ;
- Операция «Транзит» (Opération « Transit »), 2011 ;
- Батальон ангелов (Bataillon des anges), 2011.

#### SérieHistoire de l'État russe
История Российского государства (Histoire de l'État russe) est une série composée de neuf volumes de vulgarisation couvrant la période des commencements de l'État jusqu'en 1917. Elle est accompagnée de la série История Российского государства в повестях и романах (Histoire de l'État russe en récits et romans), dont l'action se déroule dans des époques auxquelles se rapportent les volumes de la première série. Ces livres ne sont pas traduits en français :
- От истоков до монгольского нашествия. Часть Европы (Depuis les débuts jusqu'à la conquête mongole. Une partie de l'Europe), 2013 – la periode du IXe siècle au début du XIIIe siècle ;
  - Огненный перст (Le doigt d'or), 2014 – les aventures d'un espion byzantin dans les pays slaves de l'Est, en 856 ;
  - Плевок дьявола (Le crachat du diable), 2014 – les intrigues à la cour de Iaroslav le Sage, en 1050 ;
  - Князь Клюква (Le prince Myrtille), 2014 – sur un jeune prince régnant d'une principauté proche des dangereux Champs sauvages, en 1205 ;
- Ордынский период. Часть Азии (Période de la Horde. Une partie de l'Asie), 2014 – histoire des Russes sous la domination mongole (début du XIIIe siècle – milieu du XVe siècle) ;
  - Звездуха, 2014 – roman tragique sur l'invasion mongole de 1237, racontée du point de vue russe et du point de vue mongol ;
  - Бох и Шельма, 2014 – roman picaresque comique sur les aventures d'un escroc intelligent en Russie et dans des pays voisins, avant la bataille de Koulikovo de 1380 ;
- От Ивана III до Бориса Годунова. Между Азией и Европой (D'Ivan III à Boris Godounov. Entre l'Asie et l'Europe), 2015 – la période du milieu du XVe siècle au début du XVIIe siècle ;
  - Вдовий плат (La couverture de la veuve), 2016 – les jeux politiques entre Ivan III et Nastassia, la femme puissante de la République de Novgorod ;
  - Знак Каина (Le signe de Caïn), 2016 – une journée de la vie d'Ivan le Terrible ;
- Семнадцатый век. Между Европой и Азией (Le XVIIe siècle. Entre l'Europe et l'Asie), 2016 – les Temps des troubles et la période des premiers Romanov ;
  - Седмица Трёхглазого (Une semaine de Trois-Yeux), 2017 – vie et carrière d'un homme simple arrivé à la fonction de chef de la police de Moscou, au XVIIe siècle ;
  - Убить змеёныша (Tuer le petit du serpent), 2017 – pièce sur l'éloignement du pouvoir de Sophie Alexeïevna par Pierre Ier, le futur Pierre le Grand ;
- Азиатская европеизация. Царь Пётр Алексеевич (Européanisation asiatique. Le tsar Piotr Alekseïevitch), 2017 – le règne de Pierre le Grand, la création de l'empire ;
  - Ореховый Будда (Le Buddha en coquille de noix), 2018 – les aventures d'un moine japonais et d'une jeune orpheline russe dans la Russie de Pierre le Grand ;
- Эпоха цариц. Евразийская империя (L'époque des tsarines. L'empire eurasiatique), 2018 – la Russie après Pierre le Grand, y compris le règne de Catherine II ;
  - Доброключения и рассуждения Луция Катина (Les bonnes entreprises et arguments de Lucius Katin), 2019 – les voyages entre la Russie et l'Occident d'un jeune homme russe partisan de réformes dans l'esprit du siècle des Lumières, au XVIIIe siècle ;
- Первая сверхдержава (La première superpuissance), 2019 – la Russie au temps d'Alexandre Ier et de Nicolas Ier (première moitié du XIXe siècle) ;
  - Мiр и Война (Paix et Guerre), 2020 – enquêtes criminelles sur une riche propriété terrienne de Russie, avant et pendant la guerre contre Napoléon Ier ;
- Лекарство для империи. Царь-освободитель и царь-миротворец (Remède pour l'empire. Le tsar libérateur et le tsar pacificateur), 2021 – la période des tsars Alexandre II et Alexandre III (seconde moitié du XIXe siècle) ;
  - Дорога в Китеж (La voie vers Kitej), 2021 – les faits et les discussions liés à l'avenir de la Russie, de trois, puis de quatre hommes éclairés, dans seconde moitié du XIXe siècle ;
- После тяжелой продолжительной болезни. Время Николая II (Après une grave et longue maladie. Le temps de Nicolas II), 2021 – la période finale de l'empire ;
  - Он уходя спросил (En partant, il a demandé), 2022 – des événements du début du XXe siècle, auxquels participent une femme détective privé, un conseiller d'État et un policier de haut rang, ainsi que des personnages ayant réellement existé.

En 2023, il paraît aussi une pièce liée à la seconde moitié du XIXe siècle, 1881, sur les événements autour de la mort d'Alexandre II et le couronnement d'Alexandre III.

#### SérieL'amour pour l'histoire
Любовь к истории (L'amour pour l'histoire) est une série de cinq livres comprenant chacun une collection de miniatures historiques parus d'abord sur le blog de l'auteur :
- Любовь к истории (L'amour pour l'histoire), 2011 ;
- Самая таинственная тайна и другие сюжеты (Le secret le plus secret et autres histoires), 2012 ;
- Настоящая принцесса и другие сюжеты (La vraie peincesse et autres histoires), 2013 ;
- Самый страшный злодей и другие сюжеты (Le plus terrible des malfaiteurs et autres histoires) 2014 ;
- Северный часовой и другие сюжеты (Le garde du Nord et autres histoires), 2015.

#### Œuvres hors séries
- Старое Донское кладбище (Le cimetière Donskoïé ancien), 1999[40] ;
- Чайка (La Mouette), 2000 – comédie[41] ;
- Сказки для Идиотов (Contes pour Idiots), 2000[42] ;
- Комедия / Трагедия (Comédie / Tragédie), 2002 – la comédie Зеркало Сен-Жермена (Le miroir de Saint Germain) et la tragédie Гамлет. Версия (Hamlet. Version)[43] ;
- Сценарии (Scénarios), 2006 – les scénarios originaux des films réalisés d'après des romans de l'auteur[44] ;
- Русский в Англии. Самоучитель по беллетристике (Un Russe en Angleterre. Manuel de best-sellers), 2022[45].

### Signées «Grigori Tchkhartichvili»
Sous son vrai nom, l'écrivain a publié plusieurs écrits du domaine de la littérature, dont le plus important est le livre Писатель и самоубийство (L'écrivain et le suicide), paru en 1999, mais devenu connu seulement après le succès de la série Erast Fandorine.

### Signées «Boris Akounine et Grigori Tchkhartichvili
Les livres signés ainsi apparaissent comme s'ils étaient écrits par deux coauteurs.
Кладбищенские истории (Histoires de cimetières), 2004, est un volume d'essais littéraires, chacun suivi d'un récit macabre.
Семейный альбом (Album de famille) est une série de romans non policiers ni d'aventures, comprenant des éléments philosophiques, qui suivent l'histoire d'Anton Kloboukov et des descendants de sa famille sur une période qui commence en 1917. Trois de ces romans ont paru en français aussi :
- Aristonomia (Аристономия, 2012), Paris, Louison éditions, 2017 ;
- L'autre voie (Другой путь, 2015), Louison éditions, 2018 ;
- Heureuse Russie (Счастливая Россия, 2017), Louison éditions, 2018.

Les trois romans suivants de la série sont inédits en français :
- Трезориум (Le trésor), 2019[48] ;
- Медвежатница[49], 2022[50] ;
- Собачья смерть (Mort de chien), 2023[51].

### Signées «Anatoli Brousnikine»
Les livres ci-après sont des romans historiques parus sous ce seul pseudonyme à leur première édition, les ultérieures étant signées Boris Akounine également :
- Девятный Спас (Le neuvième Sauveur), 2007 – roman d'aventures situé au temps de Sophie Alexeïevna et de Pierre Ier[52] ;
- Герой иного времени (Un héros d'un autre temps), 2010 – roman dont le titre est un clin d'œil à celui de Mikhaïl Lermontov, Un héros de notre temps, et dont l'action se déroule à la même époque et dans la même région, le Caucase[53] ;
- Беллона (Bellona), 2012 – volume comprenant deux romans ayant quelques personnages communs, et situés au moment de la guerre de Crimée : Фрегат "Беллона" (La frégatte Bellona), léger et romantique, et Чёрная (La noire), grave et impressionnant[54].

### Signées «Anna Borissova»
Sous ce pseudonyme à leur première édition, l'auteur a publié trois romans situés dans sa contemporanéité qui, à leurs éditions ultérieures ont porté le nom « Boris Akounine » aussi :
- Там (Là-bas), 2008 – Les victimes d'un attentat terroriste se trouvent dans les situations les plus diverses, selon leurs croyances sur ce qui se passe après la mort[55].
- Креативщик (Le Créatif), 2009 – Un homme étrange déambule dans les rues de Saint-Pétersbourg. Chaque personne qu'il rencontre est pour lui un livre ouvert[56].
- Vremena goda[57] (Les saisons de l'année), 2011 – l'histoire d'une femme exceptionnelle, qui a vécu plus de cent ans, étant devenue ce qui elle voulait être[58].

## Adaptations
Boris Akounine a écrit, seul ou en collaboration, les scénarios pour l'adaptation de trois de ses romans :
- Azazel (Азазель), 2002 – mini-série[59] ;
- Le Gambit turc (Турецкий гамбит), 2005 – film de cinéma (scénario co-écrit avec Djanik Faïziev)[60] ;
- Le conseiller d'État (Статский советник), 2005 – film de cinéma et mini-série (co-écrit avec Ilia Epichtchev)[61] ;
- Le Gambit turc (Турецкий гамбит), 2006 – minisérie (co-écrit avec Djanik Faïziev)[62] ;

Ont été réalisés sans la collaboration directe de l'écrivain :
- Pélagie et le bouledogue blanc (Пелагия и белый бульдог), 2009 – minisérie[63] ;
- L'Espion (Шпион), 2012 – film de cinéma d'après le roman Шпионский роман (Roman d'espionnage)[64] ;
- Lewiatan, 2021 – pièce de théâtre télévisée (Pologne)[65] ;
- Fandorine. Azazel (Фандорин. Азазель), 2023 – minisérie[66].

## Réception de l'œuvre
Boris Akounine jouit de popularité grâce à ses nombreux best-sellers qui gagnent un large public par leur caractère de romans policiers et d'aventures, dans la plupart desquels, il crée aussi l'atmosphère d'époques révolues. Dans les années 2000, certains critiques le considèrent comme le meilleur auteur russe de romans policiers. Pour le critique Nikolaï Aleksandrov, par exemple, la série Eraste Fandorine, à côté de l'excellence de la construction des intrigues, représente une nouveauté dans la littérature russe du genre par l'utilisation de matériau historique, par un style détaché et ironique, à la limite de la parodie et par la grande accessibilité de ces romans, malgré leurs traits intellectuels. Tous cela les fait apprécier par un public cultivé aussi.
Akounine reçoit des critiques négatives aussi. Par exemple, en 2003, l'écrivain Pavel Bassinki considère qu'Akounine est un écrivain de talent mais que ses romans sont totalement idéologiques, reflétant que leur auteur est à cent pour cent occidentaliste, mondialiste et libéral de droiteEn 2014, l'historien Igor Danilevski dit au sujet du premier volume de la série Histoire de l'État russe qu'il contient ce que l'auteur connaît du sujet, au lieu de présenter au public large ce que la science en connaît, comme le fait une véritable œuvre de vulgarisation. Selon lui, le livre d'Akounine reflète la vision personnelle d'un amateur. Il s'adresse à ceux qui connaissent mal l'histoire et qui, en le lisant, la connaîtront encore plus mal.
Selon une étude de 2010 effectuée par la grande librairie Moskva, compte tenu des ventes de livres des années 2000, Akounine était l'écrivain russe le plus populaire de cette époque-là. Conformément à des statistiques officielles, en 2006 ont paru 68 livres d'Akounine (premières éditions et rééditions), leurs tirages totalisant 2 695 500 exemplaires, et en 2007 – 58 livres en 1 488 500 exemplaires.
En 2011, l'édition russe du magazine Forbes incluait Akounine parmi les dix artistes russes les plus connus à l'étranger, lui étant le seul écrivain du groupe. Un plus ou moins grand nombre de ses œuvres sont traduites en plus de 30 langues : anglais, français, ukrainien, polonais, hongrois, italien, espagnol, allemand, norvégien, suédois, finnois, turc, japonais, etc..

### Distinctions
- 1990 – prix de la revue Literaturnoïé obozreniïé pour la critique littéraire et l'essai [4] ;
- 1996 – prix de la revue Znamia pour la critique littéraire et l'essai[4] ;
- 2000 – prix Antibuker (en) (Russie), pour Коронация, или Последний из романов (Le couronnement ou Le dernier Romanov)[4] ;

– lauréat du concours « Écrivain de l'année » du journal Komsomolskaïa Pravda ;
- 2002 – prix TEFI de l'Académie de la télévision russe accordé au meilleur scénariste, pour le scénario de la mini-série Azazel[3] ;

– prix Mystère de la critique pour le roman Azazel ;
- 2004 – chevalier de l'Ordre des Palmes Académiques[3] ;
- 2005 – diplôme d'honneur du Ministère des affaires étrangères du Japon[73] ;
- 2007 – prix Noma (Japon), pour la meilleure traduction des œuvres de Yukio Mishima[3] ;
- 2009 – Ordre du Soleil levant IVe classe (Japon)[3] ;

– prix du Fonds japonais du gouvernement du Japon pour la contribution au développement des relations culturelles entre le Japon et la Russie ;
- 2012 – officier de l'Ordre des Arts et des Lettres[74] ;

– prix littéraire « Produit en Russie » de la revue Snob ;
– prix « Écrivain de l'année » du magazine QG (Russie).